# Fred Jochen Litterst
Fred Jochen Litterst (* 9. Dezember 1945 in Göggingen) ist ein deutscher Physiker (Festkörperphysik). Er leitete von 1994 bis 2004 das Institut für Metallphysik und Nukleare Festkörperphysik, war von 1997 bis 1999 Vizepräsident und danach bis 2004 Präsident der Technischen Universität Braunschweig.

## Leben und Wirken
Fred Jochen Litterst studierte von 1965 bis 1971 Physik an der Technischen Universität München (Diplomarbeit bei Rudolf Mößbauer). Anschließend arbeitete er am Physik-Departement der TU München, promovierte dort 1974 (Georg Michael Kalvius) und war bis 1982 am selben Institut wissenschaftlicher Assistent, unterbrochen von Gastforscher-Aufenthalten in Moskau, UdSSR und Straßburg, Frankreich.  Nach seiner Habilitation im Jahr 1983 war er Heisenberg-Stipendiat der Deutschen Forschungsgemeinschaft. Nach Forschungsaufenthalten am Argonne National Laboratory, USA und als Gastwissenschaftler in Rio de Janeiro, Brasilien wurde er 1989 auf eine Fiebiger-Professur an das Institut für Metallphysik und Nukleare Festkörperphysik in Braunschweig berufen und leitete ab 1994 dieses Institut.
Nach mehrjähriger Mitgliedschaft im Senat war er von 1997 bis 1999 Vizepräsident und von 1999 bis 2004 Präsident der Technischen Universität Braunschweig.  Sein Vorgänger als Präsident war Bernd Rebe, sein Nachfolger Jürgen Hesselbach.
Auf seine Mitinitiative wurde das Consortium Technicum, der Vorläufer der Niedersächsischen Technischen Hochschule gegründet. Er hat maßgeblich zur Einführung des Double-Degree-Studiengangs in der Elektrotechnik und eines gemeinsamen Masterprogramms zu Stadtplanung und Umweltfragen mit der Pontifícia Universidade Católica do Rio de Janeiro (PUC) beigetragen.
Von 2005 bis 2008 war er Präsident der Internationalen Gesellschaft für Myonenspinspektroskopie (International Society for µSR Spectroscopy, ISMS). Von 2009 bis 2011 war er Dekan der Fakultät für Elektrotechnik, Informationstechnik, Physik der TU Braunschweig. Von 2011 bis 2016 hatte er eine Niedersachsenprofessur inne, die es ihm ermöglichte, seine Forschungsarbeiten auch über die Pensionsgrenze hinweg fortzusetzen. Seit 2017 ist er emeritiert, ist allerdings noch in der Forschung aktiv und war u. a. als Gastprofessor am Centro Brasileiro de Pesquisas Físicas tätig.
Litterst erhielt 2004 die Ehrendoktorwürde der University of Nebraska, USA und 2016 die der Universidad Nacional Mayor de San Marcos in Lima (Peru).

## Veröffentlichungen (Auswahl)
- mehr als 320 Publikationen in Fachzeitschriften[7]